# Araçatuba (gemeente)
Araçatuba is een gemeente in de Braziliaanse deelstaat São Paulo. De gemeente telt 182.204 inwoners (schatting 2009).
De plaats is de zetel van het rooms-katholieke bisdom Araçatuba.

## Geografie

### Aangrenzende gemeenten
De gemeente grenst aan Bilac, Birigui, Buritama, Gabriel Monteiro, Guararapes, Lavínia, Mirandópolis, Pereira Barreto, Santo Antônio do Aracanguá en Valparaíso.

## Geboren
- Caciporé Torres (1935), beeldhouwer en tekenaar
- Leandro Pereira (1991), voetballer

## Religie
Het christendom is als volgt in de stad aanwezig:

### Katholieke Kerk
De katholieke kerk in de gemeente maakt deel uit van het bisdom Araçatuba.

### Protestantse Kerk
De meest uiteenlopende evangelische overtuigingen zijn aanwezig in de stad, voornamelijk pinkstergelovigen, waaronder onder meer de Assemblies of God in Brazilië (de grootste evangelische kerk van het land) en de Christelijke Congregatie in Brazilië. Deze denominaties groeien steeds meer in heel Brazilië.